# Wild Horses (1985)
Wild Horses is een Amerikaanse western uit 1985, geregisseerd door Dick Lowry. De film ging in première op 12 november 1985 op CBS.

## Verhaal
Voormalig rodeorijder Matt Cooper verlaat zijn familie in Texas en gaat naar Wyoming voor een baan met mustangs, niet wetend wat het eigenlijke doel blijkt te zijn.

## Rolverdeling
| Acteur             | Personage    |
| ------------------ | ------------ |
| Kenny Rogers       | Matt Cooper  |
| Pam Dawber         | Daryl Reese  |
| Ben Johnson        | Bill Ward    |
| David Andrews      | Dean Ellis   |
| Richard Masur      | Bob Bowne    |
| Karen Carlson      | Ann Cooper   |
| Richard Farnsworth | Chuck Reese  |
| Richard Hamilton   | Blue Houston |